# Mikadofasan
Mikadofasan (Syrmaticus mikado) är en fågel i familjen fasanfåglar inom ordningen hönsfåglar.

## Utseende och läte
Mikadofasanen är en praktfull fasan med en kroppslängd på 87,5 cm hos hanen (varav stjärten 49–53 cm) och hos honan 53 cm (med stjärten 17–22,5 cm). Hanen är djupt skifferblå med vita teckningar och röd bar hud i ansiktet, medan honan är varmbrun med breda ljusa fjäderkanter. Jämfört med taiwanfasanen som den delar utbredningsområde med saknar hanen vitt på rygg och stjärt, medan honan olikt hona taiwanfasan har mörk näbb, gråaktiga ben, ljusa teckningar undertill och en avsmalnad spetsig stjärt. Under häckningstid trummar hanen med vingarna och avger gälla visslingar.

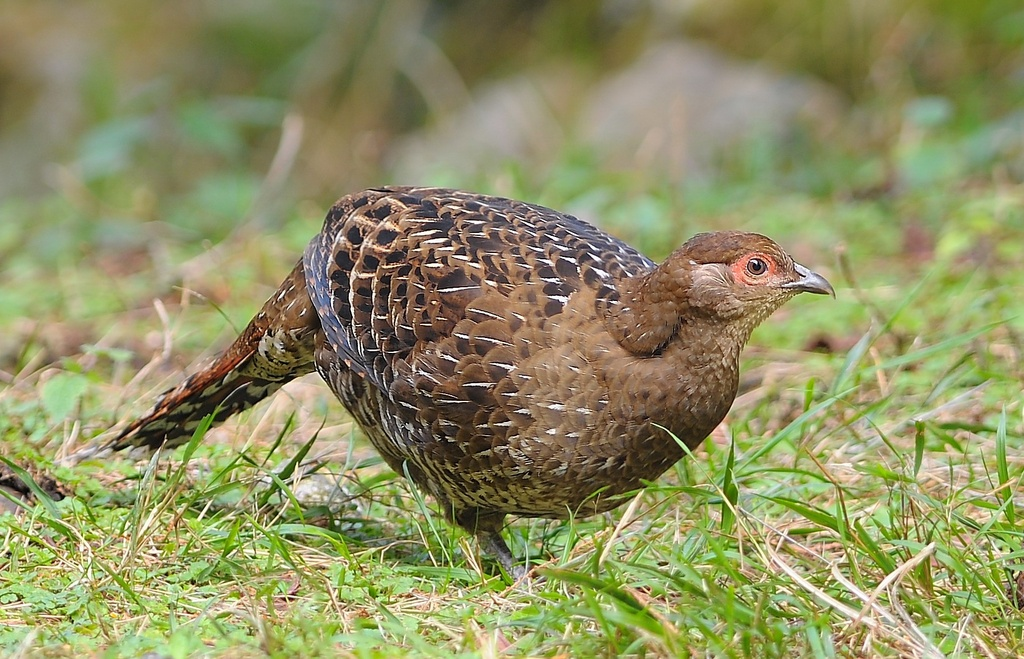
Hona mikadofasan.

## Utbredning och systematik
Mikadofasanen förekommer enbart i bergsskogar i centrala Taiwan. Den behandlas som monotypisk, det vill säga att den inte delas in i några underarter.

## Levnadssätt
Mikadofasanen hittas i undervegetation i bergsskogar på mellan 1600 och 3300 meters höjd, där den vanligen för ett tillbakadraget leverne. Den kan dock ibland ses ute i det öppna, särskilt vid utfodringsplatser. Arten påträffas oftast enstaka, i par eller i små familjegrupper. Häckningssäsongen är oklar, men sträcker sig troligen från slutet av mars till mitten av juli.

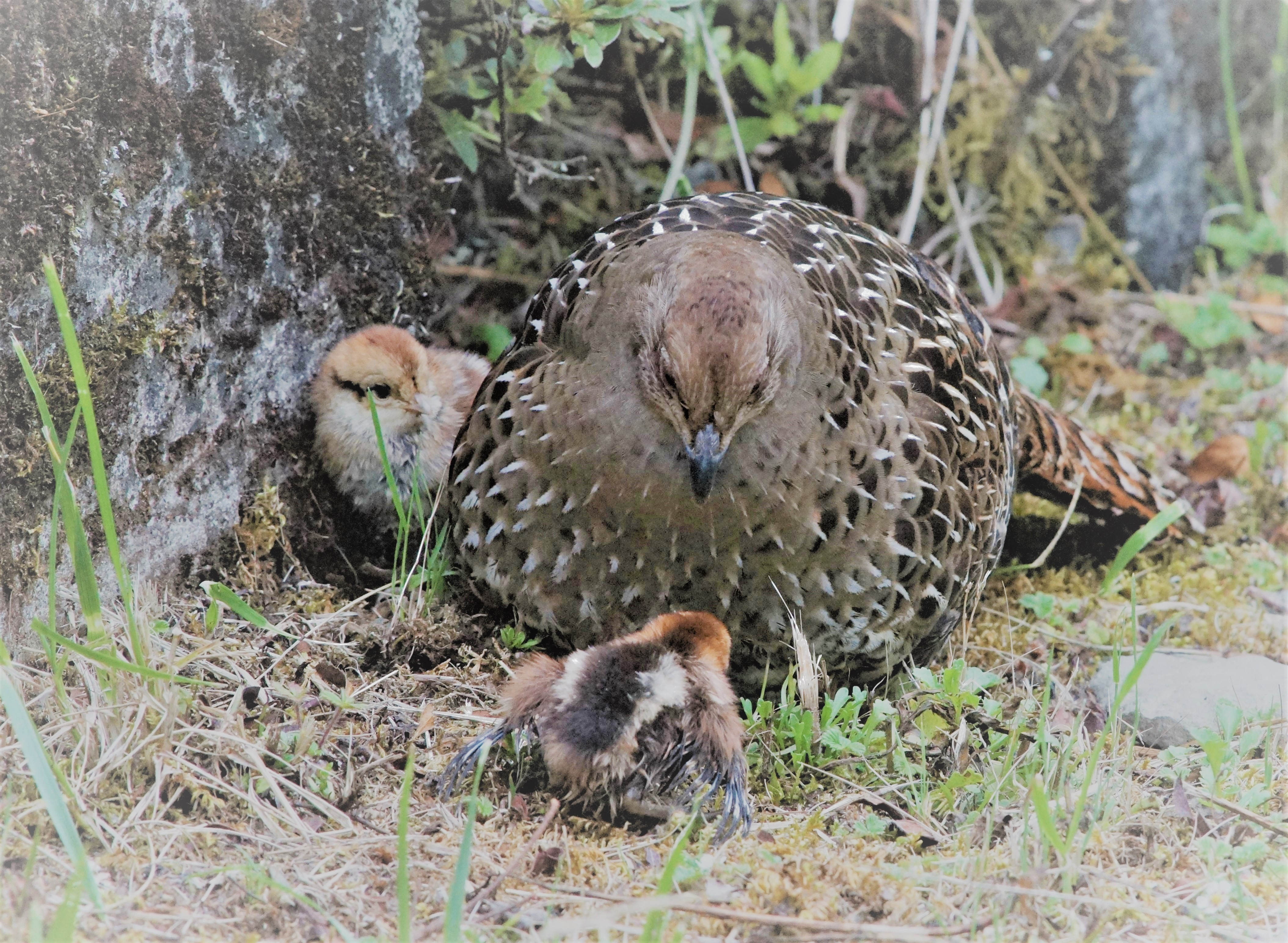
Hona med ungar.

## Status
Mikadofasanen har ett litet utbredningsområde, men beståndet är stort, uppskattat till mellan 20 000 och 100 000 vuxna individer. Stora delar av populationen befinner sig i skyddade områden och det finns inga tecken på att den minskar i antal Internationella naturvårdsunionen IUCN kategoriserar arten som livskraftig.

## Namn
Mikado är en historisk titel för kejsaren av Japan, i detta fall kejsaren Meiji.